# Hyposemansis mediopallens
Hyposemansis mediopallens là một loài bướm đêm trong họ Erebidae.